# U.S. Bank Stadium
El U.S. Bank Stadium es un estadio de fútbol americano situado en la ciudad de Mineápolis, Minesota, Estados Unidos. Alberga los partidos que disputan como locales los Minnesota Vikings de la National Football League (NFL) y tiene una capacidad para 66.860 espectadores.

## Historia
Los Vikings pretendían construir un nuevo estadio abierto o con techo retráctil. Sin embargo, los gobiernos de la ciudad y el estado preferían un estadio de techo cerrado, para reducir el costo de construcción, y permitir que se pudiera utilizar todo el año. Finalmente, se decidió por utilizar techo y paneles de paredes transparentes, para permitir vista al exterior, luz natural y clima controlado.
El 15 de junio de 2015, los Vikings anunciaron que U.S. Bank había adquirido los derechos del nombre con un contrato de $220 millones por 25 años.

## Eventos
El 20 de mayo de 2014, la NFL premió a Minneapolis con la celebración del Super Bowl LII acordado para el 4 de febrero de 2018. Indianápolis y Nueva Orleans también quisieron acoger el partido, pero sin suerte.
| Fecha                | Super Bowl | Equipo               | Puntos | Equipo              | Puntos | Asistencia |
| -------------------- | ---------- | -------------------- | ------ | ------------------- | ------ | ---------- |
| 4 de febrero de 2018 | LII        | New England Patriots | 33     | Philadelphia Eagles | 41     | 67 612     |

### Copa de Oro de la Concacaf 2025
| Fecha               | Fase             | Equipo         |                           | Resultado    |                       | Equipo     | Espectadores |
| ------------------- | ---------------- | -------------- | ------------------------- | ------------ | --------------------- | ---------- | ------------ |
| 29 de junio de 2025 | Cuartos de final | Canadá         | Bandera de Canadá         | 1-1 (5-6 p.) | Bandera de Guatemala  | Guatemala  | 32 289       |
| 29 de junio de 2025 | Cuartos de final | Estados Unidos | Bandera de Estados Unidos | 2-2 (4-3 p.) | Bandera de Costa Rica | Costa Rica | 32 289       |